# Художественная самодеятельность
Художественная самодеятельность — одна из форм народного творчества, феномен, получивший развитие в Советском Союзе за счет своей массовости и общедоступности (бесплатности), часть культурно-просветительной работы с населением. Художественная самодеятельность включает в себя в том числе создание и исполнение художественных произведений силами исполнителей — любителей индивидуально (певцы, чтецы, музыканты, танцоры, акробаты, жонглёры) или коллективно (кружки, студии, народные театры).
В СССР художественная самодеятельность имела большое распространение в стране, вместе с тем и большое жанровое разнообразие, её организацией занимались профессиональные специалисты по культурно-массовой работе, которых готовили институты культуры и высшие военно-политические училища. В качестве примера в 1976 году в художественной самодеятельности принимали участие 14 млн взрослых и 10 млн подростков, с ними работало 150 тыс. штатных работников и больше 500 тыс. общественных руководителей (не основная работа). Более 4500 коллективов были удостоены звания «народный» (театры, цирки, филармонии, ансамбли народной песни и танца и т. п.).
«Советская художественная самодеятельность представляла собой уникальное в мировом масштабе явление. Начиная с первой четверти XX столетия до последнего десятилетия века, любительское творчество в Советском Союзе вызывало к себе живой интерес со стороны культурной публики, носило массовый характер, отличалось, в целом, достаточно высоким концептуальным и исполнительским уровнем», — отмечает исследователь самодеятельного хореографического творчества Л. В. Сибирякова.

## Культурно-исторический феномен
В дореволюционной России любительские исполнители объединялись в кружки и общества при клубах и собраниях. Существовали и рабочие кружки, народные театры, а также театры рабочей молодежи, находившиеся под строгим контролем властей.
В СССР художественная самодеятельность активно использовалась, например, при воспитании детей в школе, приучая оценивать «наследие прошлого» с классовой точки зрения. Внимание уделялось сатире: пример спектакля 1920-х годов — «Кулак и батрак», поставленного подростками в школе, показан в фильме середины 1970-х годов «Последнее лето детства», снятом по повести Анатолия Рыбакова.
О детской самодеятельности конца 1950-х и 1960-х годов с юмором пишет писатель Виктор Драгунский в знаменитых «Денискиных рассказах», неоднократно экранизированных советским кинематографом.
Привлекались к участию в самодеятельности и взрослые, что также нашло отражение в литературе и кино. Крылатой фразой стала цитата из кинокомедии «Берегись автомобиля», где герой Е.Евстигнеева, руководитель народного театра, с жаром говорит: «Есть мнение, что народные театры вскоре вытеснят, наконец,… театры профессиональные! И это правильно! Актер, не получающий зарплаты, будет играть с большим вдохновением. Ведь кроме того, актер должен где-то работать. Неправильно, если он целый день, понимаете, болтается в театре. Ведь насколько Ермолова играла бы лучше вечером, если бы она днем, понимаете, работала у шлифовального станка».
Коллективы художественной самодеятельности организовывались при различных советских учреждениях и организациях: на фабриках и заводах, в учебных заведениях, при домах культуры и клубах, в колхозах и совхозах, на транспортных предприятиях и т. д. Они существовали даже в исправительно-трудовых учреждениях.

## История
В период становления советского государства развитие любительского творчества было способом образования неграмотного населения и его приобщения к культуре. Художественная самодеятельность стала инструментом эстетического ликбеза. Многочисленные самодеятельные коллективы для взрослых и детей создавались в домах культуры и клубах, на заводах и фабриках, в учебных заведениях, учреждениях. Их репертуар имел яркий агитационно-просветительский характер, а руководили коллективами преимущественно энтузиасты-общественники. В это время начинается вовлечение в художественную самодеятельность детей, наиболее активно используется жанр синкретического спектакля, сочетающего язык различных искусств. Детское творчество опиралось на ритмику и гимнастические упражнения.
В 1930-е годы культурная политика страны направлена на всестороннее развитие личности, широкое вовлечение масс в самодеятельность, которая становится способом творческой реализации каждого человека, поскольку культура становится общедоступной. В культуре появляются элементы состязательности: набирают популярность смотры, олимпиады, фестивали самодеятельного творчества, начинают работу государственные учреждения и методические службы по руководству самодеятельностью, формируется сеть внешкольных учреждений и культурно-досуговых центров, художественной самодеятельности активно помогают шефствующие профессиональные коллективы и мастера культуры. Начинают развиваться коллективы народного танца, чему способствуют такие значимые мероприятия, как Международный фестиваль народного танца в Лондоне (1935), открытие Всесоюзного театра народного творчества в Москве (1936), Всесоюзный фестиваль народного танца (1936). Ансамбли песни и пляски создаются повсеместно, постепенно разрабатывая принципы сценической интерпретации народного фольклора. Возникают детские ансамбли песни и танца, в творчество которых объединяются музыка, танец, игра.
К началу 1940-х годов художественная самодеятельность превратилась в систему эстетического воспитания и просвещения масс, а в отдалённых районах она взяла на себя выполнение задачи удовлетворения эстетических потребностей населения, организуя концерты, тематические вечера там, где профессиональных культурных учреждений и коллективов просто не было. Существенно возросли и массовость народных коллективов, и их исполнительское мастерство.

## Научно-исторический анализ
Опыт становления и развития художественной самодеятельности в СССР изучали такие исследователи, как Л. С. Андрусенко, Т. И. Бакланова, А. С. Каргин, Н. Г. Михайлова, Т. В. Пуртова, Е. И. Смирнова, Е. Ю. Стрельцова, Т. С. Ткаченко, Т. А. Устинова, В. И. Уральская и другие.

## Отражение в кино
- «Берегись автомобиля» (1966)
- «Гори, гори, моя звезда» (1969)
- «Начало» (1970)
- «Калина красная» (1974)
- «Сто дней после детства» (1975)
- «Розыгрыш» (1976)
- «Культпоход в театр» (1982)